# 니시이모가와촌
니시이모가와촌(西五百川村)은 야마가타현 니시무라야마군에 설치되었던 촌이다. 현재의 아사히정 서부에 해당한다.